# Näbbstarr
Näbbstarr (Carex lepidocarpa) tillhör släktet starrar inom familjen halvgräs. Näbbstarren ingår i den så kallade knagglestarrgruppen eller flavagruppen, där även knagglestarr, jämtstarr, grönstarr, ärtstarr, liten ärtstarr och ävjestarr ingår.